# Бургем
Бургем (каз. Бүргем) — село в Туркестанской области Казахстана. Находится в подчинении городской администрации Кентау. Входит в состав Карнакского сельского округа. Примыкает к западной границе города Кентау. Код КАТО — 512039200.

## Население
В 1999 году население села составляло 1260 человек (634 мужчины и 626 женщин). По данным переписи 2009 года, в селе проживало 1356 человек (694 мужчины и 662 женщины).